# 港北站
港北站（日语：／ Kōhoku eki */?）是位於日本愛知縣名古屋市港區，屬於名古屋臨海高速鐵道西名古屋港線（青波線）的車站。車站編號為AN07。本站的站名在2022年3月前為名古屋競馬場前站（日语：／ Nagoya Keibajō-mae eki）。
本站過去位於名古屋競馬場的西側，平日有許多的通勤與通學的乘客會利用本站，每逢賽馬開賽日時，則有相當多的賽馬迷來使用本站。而名古屋入國管理局搬遷至本站東側後，也可常見到非日本國籍的外籍人士利用本站。

## 歷史
2022年3月12日，名古屋競馬場前站為配合名古屋競馬場搬遷，而將站名改為現今的港北站。

## 車站構造
本站採用1面2線島式月台的高架車站設計，站內設置1座電梯，以配合無障礙環境。1號及2號月台則為了乘客的安全而設有可動式月台門。本站由中島站負責管理，只有固定的時間內才會有站務員來巡查。

### 月台配置
| 月台 | 路線    | 方向 | 目的地           |
| ---- | ------- | ---- | ---------------- |
| 1    | ■青波線 | 下行 | 金城埠頭方向     |
| 2    | ■青波線 | 上行 | 荒子、名古屋方向 |

## 使用情況
| 年度               | 上車人次 | 上車人次  |
| 年度               | 1日平均  | 每年度    |
| ------------------ | -------- | --------- |
| 2004年（平成16年） | 1,398    | 247,449   |
| 2005年（平成17年） | 1,829    | 667,459   |
| 2006年（平成18年） | 2,040    | 744,420   |
| 2007年（平成19年） | 2,253    | 824,749   |
| 2008年（平成20年） | 2,618    | 955,634   |
| 2009年（平成21年） | 2,591    | 945,641   |
| 2010年（平成22年） | 2,674    | 975,853   |
| 2011年（平成23年） | 2,779    | 1,017,105 |
| 2012年（平成24年） | 2,841    | 1,037,106 |
| 2013年（平成25年） | 2,889    | 1,054,561 |
| 2014年（平成26年） | 3,053    | 1,114,314 |
| 2015年（平成27年） | 3,054    | 1,117,794 |
| 2016年（平成28年） | 3,124    | 1,140,410 |
| 2017年（平成29年） | 3,317    | 1,210,673 |
| 2018年（平成30年） | 3,364    | 1,227,715 |

## 車站周圍之主要設施
- 名古屋賽馬場
- 名古屋入國管理局
- 小碓派出所
- 土古商店街

## 相鄰車站
名古屋臨海高速鐵道
■西名古屋港線（青波線）
中島（AN06）－港北（AN07）－荒子川公園（AN08）

## 外部連結
- 名古屋競馬場前站 （页面存档备份，存于） - 名古屋臨海高速鐵道